# Нева
Нева (рус. Нева́) је река у северозападном делу Русије. Истиче из језера Ладога и преко Санкт Петербурга се улива у Фински залив (Балтичко море). Упркос својој осредњој дужини, по протоку (количини воде) Нева је трећа река у Европи (веће су само Волга и Дунав).

## Географија
Нева је дугачка 74 km. Од тога 28 km пролази кроз територију града Санкт Петербурга, док осталим делом река тече кроз Лењинградску област. Од свог извора, језера Ладога, Нева тече југозападно, потом достиже своју најјужнију тачку у близини места где се реком Тосна улива у њу, и онда мења правац и тече ка североистоку до Финског залива. Просечна ширина реке се креће између 400 и 600 метара, а максимална ширина достиже 1.200 m. Просечна дубина се креће од 8 до 11 метара, а максимална износи 24 m. У басен реке Неве спадају и језеро Ладога и језеро Оњега, два највећа језера у Европи. Басен реке Нева се простире и ван граница Русије тако да њему припада и јужни део Финске.

### Делта Неве
У делти реке Неве се налазе бројна природна острва која су раздељена рукавцима реке и каналима. Ова острва су историјски део града Санкт Петербург. Крајем XIX века делта Неве се састојала од 48 рукаваца и канала, који су образовали 101 острво. У XX веку, услед затрпавања канала и рукаваца речним наносима, број острва је значајно опао (испод 42)
Највећи рукавци су:
- Велика Нева
- Мала Нева
- Велика Невка
- Средња Невка
- Мала Невка

Најважнији канали су:
- Морски канал
- Обводни канал
- Грибоједов канал
- Крјуков канал

Најпознатија острва су:
- Острво Декабриста
- Камено острво (рус.
- Крестовско острво
- Петроградско острво
- Васиљевско острво
- Јелагиново острво

### Притоке
У реку Неву се улива 26 река и речица. Главне притоке су:
- Мга (лева)
- Тосна (рус. Тосна; лева)
- Ижора (рус. Ижора; лева)
- Охта рус. ; десна)
- Чернаја рус. Черная; десна)

### Градови на обали реке
- Шлисељбург (рус. Шлиссельбу́рг, на извору, 59° 57′ N 31° 02′ E / 59.950° С; 31.033° И)
- Кировск (рус. Кировск, 59° 31′ N 31° 00′ E / 59.517° С; 31.000° И)
- Отрадноје (рус. Отра́дное, на ушћу реке Тосна у Неву, 59° 46′ N 30° 47′ E / 59.767° С; 30.783° И)
- Санкт Петербург (рус. Санкт-Петербу́рг, у делти, 59° 56′ N 30° 20′ E / 59.933° С; 30.333° И)

## Историја
У средњем веку река је била део трговачког пута великог значаја повезујућу Балтичко море са Волгом, а преко ње и са Средоземним морем. Нева је била поприште Битке на Неви (1240). Александар Невски, владар Новгорода је победио у тој бици спасавши Русију од инвазије и добивши титулу Невски.

## Пловидба
Нева је најсевернији део пловног пута Волга-Балтик, спој између реке Волга и Балтичког мора. Овај водени пут је плован, чак и за веома велике бродове, и представља важну саобраћајницу између Санкт Петербурга и Москве.

## Мостови на Неви
- Мост Александра Невског (рус. Мост Александра Невского)
- Бољшој Обуховскиј мост
- Володарски мост (рус. Володарский мост)
- Дворцовиј мост
- Мост Лејтенанта Шмидта (рус. Мост Лейтенанта Шмидта)
- Литејниј мост
- Мост Петра Великог (рус. Мост Петра Великого)
- Троицкиј мост
- Фински (Финлјандскиј) мост (рус. Финляндский мост)